# جان گریفیث
جان گریفیث (انگلیسی: Giovanni Griffith; ۹ اکتبر ۱۹۳۴ – ۱۳ ژانویهٔ ۱۹۹۰) بازیکن فوتبال اهل ایتالیا بود.
از باشگاه‌هایی که در آن بازی کرده‌است می‌توان به باشگاه فوتبال آلساندریا، باشگاه فوتبال پارما، باشگاه فوتبال آ.اس. رم، باشگاه فوتبال برشا، باشگاه فوتبال آتالانتا، باشگاه فوتبال امپولی، و باشگاه فوتبال پالرمو اشاره کرد.